# Eduardo Gutiérrez Fernández
Eduardo Gutiérrez Fernández (Ribadeo, 3 de febrero de 1948) es un político y ensayista español.

## Biografía

### Cultural
Fundó y presidió la Agrupación Cultural Francisco Lanza.

### Política

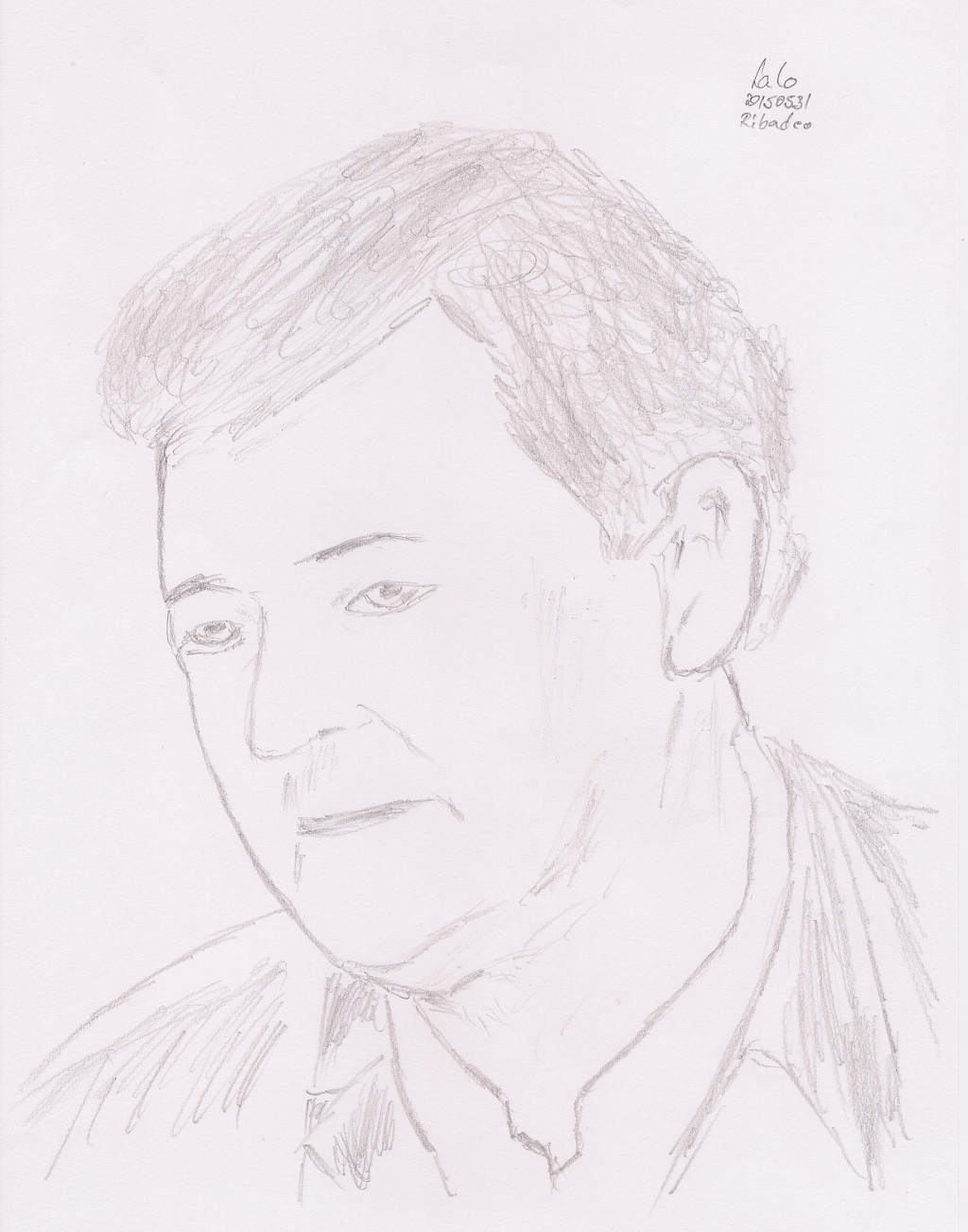
Esbozo de Eduardo Gutiérrez (comienzos del)

Profesor de historia e historiador, militante del BNG, fue concejal en Ribadeo desde 1983. Fue además alcalde entre 1987 y 1995. Después fue diputado provincial (1995-1997) y diputado en el Parlamento de Galicia por la circunscripción de Lugo (1997-2005) siempre con el BNG. A raíz de la sucesión de Xosé Manuel Beiras por Anxo Quintana en la cabeza del BNG, abandonó esta formación. En 2010 anunció su candidatura a la alcaldía de Ribadeo encabezando la lista del PSdeG-PSOE, siendo concejal por dicha formación en 2011-2015.
El 30 de mayo de 2016 el pleno extraordinario del ayuntamiento de Ribadeo le concedió por unanimidad el título de cronista oficial de Ribadeo, recibido en acto celebrado el 23 de julio. Es autor de los textos ilustrativos de las placas de Sargadelos en el callejero ribadense.

## Obras publicadas

### Ensayo
- A lingua é o noso escudo, 1978, Escola Aberta.
- Introducción ao Sempre en Galiza, 1986, Edicións do Castro.
- Alexandre Bóveda en A Nosa Terra, 1988, Asociación Cultural Alexandre Bóveda. 2ª edición publicada en Laiovento no 2003.
- Do vello Ribadeo, 2005, Agrupación Cultural Francisco Lanza, Ribadeo.

### Ediciones
- Falan os de Ribadeo, de Francisco Lanza Álvarez, 1974, Edicións do Castro.

### Obras colectivas
- Os escritores lucenses arredor de Ánxel Fole, 1986, Concello de Lugo.
- 12 anos na búsqueda da nosa identidade, 1990, Asociación Cultural Xermolos.

## Premios
- Premio de Ensayo de la Asociación Cultural Alexandre Bóveda en 1987, por Alexandre Bóveda en A Nosa Terra.